# Olios manifestus
Olios manifestus är en spindelart som beskrevs av O. Pickard-Cambridge 1890. Olios manifestus ingår i släktet Olios och familjen jättekrabbspindlar.
Artens utbredningsområde är Guatemala. Inga underarter finns listade i Catalogue of Life.